# Calloway le trappeur
Pour les articles homonymes, voir Calloway.
Pour plus de détails, voir Fiche technique et Distribution.
Calloway le trappeur (Those Calloways) est un film américain de Norman Tokar sorti en 1965. Il est adapté du roman Swiftwater (1950) de Paul Annixter.

## Synopsis
La famille Calloway vit dans la forêt juste en dehors de la petite ville de Swiftwater en Nouvelle-Écosse. Le père Cam rêve de construire un sanctuaire pour les oies sauvages qui migrent. Mais la population de la ville trouve Cam trop excentrique. Cam et son fils Bucky décident d'amasser des fourrures pour récolter assez d'argent pour acheter un lac. Mais la somme récoltée ne suffit pas et ils sont contraints de vendre leur maison. La famille construit une nouvelle maison au bord du lac mais un promoteur envisage de construire une zone de loisirs dans la petite ville. Il propose à Cam en échange d'argent et de promesses d'aider à construire le sanctuaire de planter un champ de maïs pour attirer les oiseaux. Cam apprend par la suite que le but du promoteur est de faire un plan d'eau pour la chasse aux oies.

## Fiche technique
- Titre original : Those Calloways
- Titre français : Calloway le trappeur
- Réalisation : Norman Tokar assisté de Tom Leetch
- Scénario : Louis Pelletier d'après Swiftwater (1950) de Paul Annixter
- Direction artistique : Carroll Clark, John B. Mansbridge
- Photographie : Edward Colman
- Montage : Grant K. Smith
- Décor : Emile Kuri, Hal Gausman
- Costume : Bill Thomas (conception), Chuck Keehne et Gertrude Casey
- Maquillage : Pat McNalley
- Coiffure : La Rue Matheron
- Effets spéciaux : Eustace Lycett
  - Artiste matte : Jim Fetherolf
- Dresseur : Lloyd Beebe, William R. Koehler, Dick Borden (oies volantes)
- Technicien du son : Robert O. Cook (supervision), Dean Thomas (mixage)
- Musique : Max Steiner
  - Orchestration : Murray Cutter
  - Montage sonore : Evelyn Kennedy
  - Chansons : Richard M. Sherman et Robert B. Sherman (The Cabin Raising Song et Rhyme-Around)
- Producteur : Walt Disney, Winston Hibler (coproducteur)
- Société de production : Walt Disney Productions
- Société de distribution : Buena Vista Distribution Company
- Pays de production : États-Unis
- Format : Couleurs - 1,75:1 - Mono - 35 mm
- Durée : 131 minutes
- Date de sortie : 28 janvier 1965

Sauf mention contraire, les informations proviennent des sources concordantes suivantes : Leonard Maltin, John West et IMDb

## Distribution
- Brian Keith (VF : Jean Martinelli) : Cam Calloway
- Vera Miles (VF : Lita Recio) : Lydia (Liddy) Calloway
- Brandon de Wilde : Bucky Calloway
- Walter Brennan : Alf Simes
- Ed Wynn : Ed Parker
- Linda Evans : Bridie Mellott
- Philip Abbott : Dell Fraser
- Paul Hartman : Charley Evans
- John Larkin : Jim Mellott
- Parley Baer : Doane Shattuck
- Frank DeKova : Nigosh
- Roy Roberts :  E. J. Flectcher
- John Qualen : Ernie Evans
- Tom Skerritt : Whit Turner
- Russell Collins : Nat Perkins
- John Davis Chandler : Ollie Gibbons
- Chet Stratton : Phil Petrie
- Renee Godfrey : Sarah Mellot
- Frank Ferguson : le docteur

Source : Leonard Maltin, Dave Smith, John West et IMDb

## Sorties cinéma
Sauf mention contraire, les informations suivantes sont issues de l'Internet Movie Database.
- États-Unis : 28 janvier 1965 (première à Atlanta)
- France : 6 juillet 1966
- Japon : 26 octobre 1966
- Danemark : 1er janvier 1967
- Finlande : 6 janvier 1967
- Suède : 20 mars 1967
- Mexique : 26 juin 1969

## Origine et production
Le sujet principal du film est la famille Calloway dont le père rêve de construire un sanctuaire pour oiseaux dans la forêt en dehors de la petite ville de Swiftwater en Nouvelle-Écosse mais qui comporte aussi de nombreuses petites histoires. Le rôle de Cam Calloway est assez difficile car c'est un père bon mais qui se met à boire quand les choses se déroulent mal. Ayant grandi d'après le film dans une tribu indienne, Cam est soutenu par sa femme, interprétée par Vera Miles. La scène la plus intense de Vera Miles est celle où elle reçoit un cadeau de Noël par son mari et son fils, une veste en hermine blanche. Leur fils est joué par Brandon de Wilde qui selon Maltin possède la bonne combinaison d'immaturité et de confiance en lui, ce qui lui permet de répondre au fil du scénario sur son manque de force pour répondre aux agressions d'un de ses camarades.
La fin du film écrite par Lou Pelletier et validée par Walt Disney devait être la mort accidentelle de Cam Calloway touché par un tir de chasseurs de canards mais pendant le tournage Walt Disney a changé d'avis et demandé à Pelletier de réécrire la scène finale. David Swift et Winston Hibler ont été choqués de voir Walt Disney pleurer lors du visionnage des rushes. C'est l'un des trois films pour lequel Walt Disney a une réaction aussi forte avec Danny, le petit mouton noir (1948) et Pollyanna (1960) en raison du décor de petite ville de l'Ouest américain au début du XXe siècle très proche de ses souvenirs.
Le travail de Norman Tokar, le réalisateur, est essentiellement centré sur l'atmosphère, de créer une certaine ambiance et y parvient dans presque tous les cas. Il est aidé dans cette tâche par la musique de Max Steiner, sa seule participation à une production Disney. L'attribution du compositeur est selon Maltin une bonne chose car Max Steiner offre au film une ambiance sonore riche et agréable, ce qu'il n'aurait pas pu faire avec d'autres productions de la même époque comme Un neveu studieux (1965). Steiner avait composé les musiques de film comme Autant en emporte le vent (1936), Casablanca (1942) et Le Trésor de la Sierra Madre (1948),. L'actrice Linda Evans tient dans ce film l'un de ses premiers rôles.

### Tournage
Quelques scènes ont été tournées dans l'état rural du Vermont principalement les paysages et les scènes hivernales du chasse dans la neige,. Mais le reste, dont le feuillage automnal, le village de Nouvelle-Angleterre et la cabane en bois, est une recréation réalisée dans les studios Disney à Burbank. Pour réaliser le feuillage automnal, les arbres ont été recouverts de mélasse et de sucre puis peint avec des couleurs rouge, ocre et jaune,. Le service publicité a estimé que l'équipe de décoration avait peint 280 000 feuilles mais John Mansbrigde ajoute qu'une averse a chamboulé le décor,.
Plusieurs scènes du lac Vermont et de la cabane en bois ont été tournées au pied d'une colline artificielle des studios,. John West précise que c'est la berm 5 construite pour le film avec un lac profond de 18 pouces (0,46 m) entouré de 600 pieds de maïs. Pour la scène du champ de maïs dévasté par un feu, John Mansbrigde se souvient que l'incendie était trop rapide pour réaliser l'ensemble des prises voulues et il aurait fallu replanter le champ toutes les deux prises. Pour réduire le coût, Mansbrigde a fait mettre les pieds et épis de maïs dans des tubes de bambous creux qui eux ne brûlaient pas ou à peine.
Selon les souvenirs de Lou Pelletier, la scène de combat entre l'enfant et le blaireau a été tournée en plusieurs fois, d'un côté dans le Vermont pour l'extérieur du tronc creux, de l'autre en studio en Californie pour l'intérieur du tronc avec des appâts pour diriger l'animal. La scène où Vera Miles chasse un ours à coup de balai est plus réaliste qu'elle ne semble. Mansbridge voulait qu'elle soit apeurée mais l'actrice semblait réaliser une forme de vengeance en frappant l'ours au point qu'a un moment l'équipe a eu peur que l'animal se rebelle et devienne méchant mais il a déguerpi dans la forêt artificielle du studio.

## Sortie et accueil
Le film ne parvient pas à être un succès financier mais Disney considère que le duo Norman Tokar-Louis Pelletier a trouvé son rythme et les assigne sur Demain des hommes (1966)
Judith Crist, critique au New York Herald Tribune, apprécie le film et écrit qu'il « offre même une touche des plus acidulées avec quelques remarquables moments de cinéma. On est dans un Vermont sirupeux jusqu'au cou. » Elle ajoute qu'il faut créditer à la fois les acteurs mais aussi la nature. Eugene Archer du New York Times trouve que le film est « une chronique américaine traditionnelle médiocre mais avec un certain charme rustique. » Le Time note que cette production de Disney dépeint pour une fois une communauté de Nouvelle-Angleterre différemment du film Les Plaisirs de l'enfer (1957) et son adaptation télévisuelle Peyton Place (1964-1969).
Le film a été diffusé dans l'émission The Wonderful World of Disney en trois parties les 12, 19 et 26 janvier 1998 sur NBC. Le film a été édité en vidéo en 1985.

## Analyse
Dans les années 1960, le studio Disney produit de nombreux films dont certains sont des films de niches comme l'aventure avec Les Enfants du capitaine Grant (1962), les comédies musicales comme Le Pays des jouets (1961), les intrigues avec La Baie aux émeraudes (1964) et les drames avec Calloway le trappeur (1965).
D'après Leonard Maltin, le film est un long « roman à tiroirs » mais avec des moments intéressants pour un public patient. Grâce à ses acteurs expérimentés, le film évite de perdre la notion de réalité et d'identification ce qui en fait un film chaleureux et agréable. Mais pour Maltin, c'est un film adoré par certains, haï par les autres. Pour John West le film est excellent et l'histoire de cet homme considéré par tous comme un perdant mais qui persiste dans ses convictions est intéressante. West écrit que Calloway le trappeur est le plus beau film de Disney au niveau de la direction artistique c'est un tour de force visuel, une magnifique récréation de l'état rural du Vermont.
Douglas Brode indique que ce film comporte une énième critique du banquier spoliant les petits propriétaires terriens, thème aussi développé dans le film musical Mary Poppins (1964) et dont la justification est attribuée par Brode aux origines de Walt Disney, le Midwest américain.